# Rabaul (Schiff, 1913)
Die Rabaul war ein Motorboot des Gouvernements der Kolonie Deutsch-Neuguinea.

## Geschichte
Die Rabaul wurde 1913 in Hongkong bei Ulderup & Schlüter für den Landesfiscus des Schutzgebietes Deutsch-Neuguinea gebaut. Ursprünglich trug das Motorboot den Namen Papua, es wurde aber dann 1914 als Rabaul in Dienst gestellt, benannt nach der Hauptstadt von Deutsch-Neuguinea – Rabaul. Das Boot diente als Stationsboot für die deutschen Beamten in Rabaul.
Der Verbleib der Rabaul ist unbekannt.